# Lamont Dozier
Lamont Herbert Dozier (né le 16 juin 1941 à Détroit et décédé  le 8 août 2022 près de Scotsdale, dans l'Arizona) est un musicien, parolier et producteur américain. Il est principalement connu pour sa collaboration avec Brian Holland et Eddie Holland, avec lesquels il forme le trio de compositeurs et producteurs Holland-Dozier-Holland.

## Biographie

### Jeunesse
Lamont Herbert Dozier est né le 16 juin 1941 à Détroit, aîné des cinq enfants de Willie Lee et Ethel Jeannette Dozier, née Waters. Il doit son nom à Lamont Cranston, personnage principal du feuilleton radiophonique The Shadow. Sa mère élève la famille tout en gagnant sa vie comme cuisinière et femme de ménage, et son père peine à garder un emploi, peut-être du fait de douleurs chroniques au dos.
À l'âge de 5 ans, Lamont est emmené par son père à un concert de plusieurs artistes, parmi lesquels Count Basie, Nat King Cole et Ella Fitzgerald. L'enthousiasme du public lui donne envie de se tourner vers une carrière musicale.

### Débuts de carrière
À l'adolescence, Dozier commence à écrire des chansons et, à l'âge de 13 ans, il forme le groupe de doo-wop les Romeos. En 1957, lorsque le groupe sort son premier titre, Fine Fine Baby, chez Atco Records, Dozier abandonne le lycée à l'âge de 16 ans, avec l'espoir de devenir une star. Mais sa tentative d'obtenir que le label s'engage à sortir un album des Romeos échoue, entraînant la séparation du groupe.
Après la séparation des Romeos, Dozier auditionne pour Anna Records, un nouveau label fondé par Billy Davis et les sœurs Anna et Gwen Gordy. Il est alors intégré dans un groupe appelé Voice Masters. En 1961, sous le nom de Lamont Anthony, il sort son premier single solo, Let's Talk It Over. Il en préfère la chanson occupant la face B, Popeye, qu'il a écrite. Popeye, avec un jeune Marvin Gaye à la batterie, obtient un succès local, auquel met fin un recours de King Features, propriétaire du personnage de la série d'animation Popeye. 
Après la fermeture d'Anna Records en 1961, Dozier est contacté par Berry Gordy Jr pour écrire des chansons au sein de son nouveau label, Motown. Il y collabore pour la première fois avec un autre jeune auteur-compositeur, Brian Holland. « C'était comme si Brian et moi pouvions compléter les idées musicales de l'autre comme certaines personnes peuvent finir les phrases de l'autre », écrit Dozier dans ses mémoires, « J'ai tout de suite compris que nous partagions un langage secret en matière de création. » Ils sont par la suite rejoints par le frère aîné de Brian, Eddie, qui se spécialise dans l'écriture des paroles. Dozier et Brian Holland écrivent la musique et supervisent l'enregistrement de l'instrumentation par l'orchestre de la Motown. Eddie Holland écrit ensuite les paroles. Le trio connaît son premier succès avec Martha and the Vandellas et le titre Heat Wave. 

### Interprète
En 1964, Holland-Dozier-Holland entreprend une collaboration fructueuse avec les Supremes, dont ils écrivent les dix premières chansons qui atteindront le statut de no 1 des ventes : Where Did Our Love Go, Baby Love, Come See About Me, Stop! In the Name of Love, Back in My Arms Again, I Hear a Symphony, You Can't Hurry Love, You Keep Me Hangin' On, Love Is Here and Now You're Gone et The Happening. Dozier et ses partenaires travaillent également avec d'autres grands artistes de la Motown, notamment Marvin Gaye, les Four Tops (Reach Out I'll Be There) et les Isley Brothers (This Old Heart of Mine (Is Weak for You)). Pendant cette période, Dozier met entre parenthèses ses ambitions de relancer sa propre carrière d'interprète. Il cède ainsi à Marvin Gaye le titre How Sweet It Is (To Be Loved by You), qu'il comptait enregistrer pour son propre compte.
Dozier trouve parfois l'inspiration dans des phrases qu'il a prononcées ou entendues autour de lui. Une nuit, il se trouve dans un motel de Detroit avec l'une de ses conquêtes, lorsqu'une autre femme vient tambouriner à leur porte. Il la supplie : « Stop, in the name of love ! » (« arrêtez, au nom de l'amour ! ») - phrase qui deviendra un single à succès des Supremes. Dozier et les frères Holland quittent Motown en 1967, à l'apogée de leur succès, en litige avec le label sur les droits d'auteur de leurs chansons. Ils créent alors leurs propres labels, Invictus et Hot Wax, et connaissent leur plus grand succès avec Band of Gold de Freda Payne (1970). Le trio signe parfois du nom d'Edythe Wayne, en raison du conflit qui les opposent à Motown.
En 1973, Dozier reprend sa carrière de chanteur. Il sort plusieurs albums solo, sans atteindre la célébrité comme chanteur. En 1974, il obtient ses meilleurs succès avec Trying to Hold On to My Woman et Fish Ain't Bitin', dont les paroles exhortent Richard Nixon à démissionner. 

### Compositeur
Dozier a davantage de succès en écrivant des chansons pour d'autres artistes dans les années 1980 : il est ainsi l'auteur de chansons d'Eric Clapton, de Mick Hucknall, leader de Simply Red (Infidelity), et de Phil Collins, avec la chanson Two Hearts (1989), pour la bande-originale film Buster, un Golden Globe Award et une nomination au Oscars. Dozier a été professeur résident à la Thornton School of Music de l'Université de Californie du Sud et président du conseil d'administration de la National Academy of Songwriters.